# Caussinknappen
Der Caussinknappen (norwegisch) ist ein 2310 m hoher Nunatak im ostantarktischen Königin-Maud-Land. Im südzentralen Teil des Gebirges Sør Rondane ragt er auf der Südseite des Widerøefjellet auf.
Wissenschaftler des Norwegischen Polarinstituts benannten ihn 1973. Der weitere Benennungshintergrund ist nicht überliefert.